# Алферьевское
Алферьевское — деревня в составе Дмитриевского сельского поселения Галичского района Костромской области России.

## География
Деревня расположена на берегу речки Чёрная.

## История
Согласно Спискам населённых мест Российской империи в 1872 году деревня Аферьевское относилась к 2 стану Галичского уезда Костромской губернии. В ней числилось 10 дворов, проживало 34 мужчины и 39 женщин.
Согласно переписи населения 1897 года в деревне проживало 98 человек (41 мужчина и 57 женщин).
Согласно Списку населённых мест Костромской губернии в 1907 году деревня относилась к Свиньинской волости Галичского уезда Костромской губернии. По сведениям волостного правления за 1907 год в ней числилось 16 крестьянских дворов и 107 жителей. Основными занятиями жителей деревни были малярный промысел и сельскохозяйственные работы.
До муниципальной реформы 2010 года деревня входила в состав Красильниковского сельского поселения.

## Население
| 2008 | 2010 | 2012 | 2014 |
| ---- | ---- | ---- | ---- |
| 0    | →0   | →0   | →0   |